# Timbres de Polynésie française 2005
Cet article recense les timbres de Polynésie française émis en 2005 par l'Office des postes et télécommunications (OPT).

## Généralités
Les timbres portent les mentions « Polynésie française RF Postes 2005 » (nom de la collectivité / République française / opérateur postal / année d'émission) et une valeur faciale en franc pacifique (XPF).
Ils servent pour affranchir le courrier au départ de ce pays d'outre-mer, lié à la République française.

## Légende
Pour chaque timbre, le texte rapporte les informations suivantes :
- date d'émission, valeur faciale et description,
- formes de vente,
- artistes concepteurs et genèse du projet,
- manifestation premier jour,
- date de retrait, tirage et chiffres de vente,

ainsi que les informations utiles pour une émission donnée.

## Février

### Bambous: porte-bonheur du Nouvel An chinois
Le 9 février, est émis un timbre pour le Nouvel An chinois de 130 XPF. L'illustration présente des tiges de bambou confectionnées sous la forme de porte-bonheur. Selon le nombre de tiges de celui offert, la personne peut espérer du bonheur avec trois tiges, une bonne santé avec cinq, de la richesse avec sept et la prospérité avec huit. Celui peint sur le timbre semble porter sept ou huit tiges.
Le timbre de 2,6 × 3,6 cm reprend une peinture de Cédric Sengues. Imprimé en offset et sérigraphie, le timbre est conditionné en feuille de vingt-cinq.
Le timbre est retiré de la vente le 21 juillet 2006.

### Scène de la vie quotidienne
Le 25 février, est émis un timbre de 90 XPF sur le fare, notamment le fare ho'oho'ora'a ma'a, un petit étal au toit fait de végétaux et qui offre le commerce de produits frais.
De format 3,6 × 2,6 cm, le timbre est créé d'après une peinture de Pascale Taurua et imprimé en offset et conditionné en feuille de vingt unités.
Le timbre est retiré de la vente le 21 juillet 2006.

## Mars

### Femmes en Polynésie
Le 8 mars, sont émis deux timbres de 60 XPF et 90 XPF sur le thème des « Femmes en Polynésie ». Deux vahines en habits traditionnels illustrent les deux timbres.
Les timbres de 2,6 × 3,6 cm sont illustrés par deux peintures d'André Marere (60 XPF) et de Maryse Noguier (90 XPF). Ils sont imprimés en offset et en feuille de vingt-cinq exemplaires.
Les deux timbres sont retirés de la vente le 21 juillet 2006.

### Tifaifai
Le 23 mars, est émis un timbre de 5 XPF présentant un tifaifai, sorte de patchwork polynésien. Le motif comprend des fleurs autour d'une fleur et d'un espace vert clair sur fond bleu foncé.
Le timbre de 3,6 × 2,6 cm est imprimé en offset en feuille de vingt-cinq unités.
Cette émission n'est pas prévue au programme philatélique.

## Avril

### Le tapa
Le 22 avril, est émis un timbre de 250 XPF illustré d'une peinture. Elle montre une femme battant une écorce pour fabriquer le tapa, une étoffe végétale.
La peinture est d'André Marere. Conditionné en feuille de dix, le timbre de 2,7 × 4,8 cm est imprimé en offset.
Le timbre est retiré de la vente le 21 juillet 2006.

## Mai

### Fonds marins: poissons
Le 27 mai, sont émis quatre timbres et un bloc les reprenant sur quatre espèces de poissons, dont l'espèce n'est pas indiqué sur les timbres. Ce sont des Centropyge, espèces de la famille des Pomacanthidae. Deux timbres sont à 90 XPF et deux autres à 130 XPF. L'illustration du bloc représente un grand nombre d'animaux marins.
Les photographies qui illustrent les timbres sont de Philippe Bachet et le dessin du bloc est signé Joël Fautous. Imprimés en sérigraphie, les timbres de 3,6 × 2,6 cm sont imprimés en feuille de 25 timbres.
Les quatre timbres et le bloc sont retirés de la vente le 21 juillet 2006.

## Juin

### Aviation en Polynésie
Le 24 juin, sont émis quatre timbres (deux de 60 XPF et deux autres de 100 XPF). Les quatre peintures illustrent les principaux avions qui ont desservi l'Aéroport international Tahiti Faa'a, sur l'île de Tahiti :
- le DC-8, construit par la Douglas Aircraft Company pour la TAI (Transports aériens internationaux, future partie de l'UTA), atterrit en 1961 après un vol parti de Los Angeles sur une piste allongée à 3 400 mètres.
- Le Boeing 707 du deuxième timbre a appartenu à la PanAm et a commencé en 1963 le premier vol d'une ligne régulière vers Faa'a accompli par une compagnie non française, depuis Honolulu.
- En 1973, Air France avec un Boeing 707 ouvre une ligne Lima-Tokyo via Tahiti : un passager peut accomplir un tour du monde complet à bord d'avions Air France. Elle ferme cependant en 1976 car déficitaire.
- Le dernier timbre rappelle la fondation d'une compagnie tahitienne en 2000 : Air Tahiti Nui, dotée alors d'un Airbus A340-300.

Les quatre illustrations des avions survolant l'aéroport de Faa'a à différentes époques sont de Jean-Louis Saquet. Les timbres de 3,6 × 2,6 cm sont imprimés en offset en feuille de vingt-cinq timbres.
La série de timbres est retirée de la vente le 21 juillet 2006.

## Juillet

### Musiques en Polynésie
Le 22 juillet, sont émis deux timbres de 130 XPF sur des instruments de musique traditionnels. Le tambour est nommé pahu, et était souvent taillé dans une section de tronc d'arbre évidé. Les flûtes nasales sont appelées vivos et taillées dans un morceau de bambou.
Les timbres de 3,6 × 2,6 cm sont illustrés de photographies à partir d'objets issus des collections du Musée de Tahiti et des Îles. Ils sont imprimés en offset en feuille de vingt-cinq unités.
Les deux timbres sont retirés de la vente le 23 février 2007.

## Août

### Paysages polynésiens
Le 26 août, est émis un timbre touristique de 300 XPF titré « paysages polynésiens ». Il est composé de trois extraits de photographies : une plage de sable blanc, un golfe entouré de montagnes et les arbres d'une forêt. L'émission est réalisée avec l'office du tourisme de Tahiti et de ses îles.
Le timbre de 4,8 × 2,7 cm est imprimé en offset et en feuille de dix exemeplaires. Les droits d'utilisation des photographies ont été accordés par leurs auteurs respectifs : Tim McKenna et Lam Nguyen.
La série est retirée de la vente le 23 février 2007.

## Septembre

### Timbre senteur: ananas

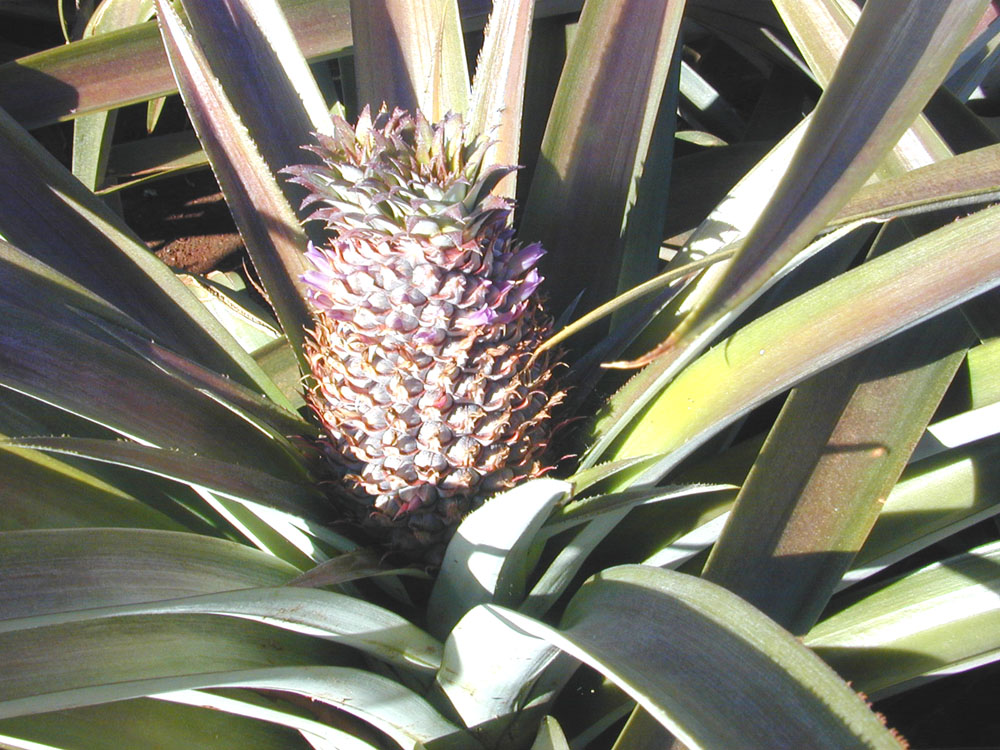
Un ananas.

Le 23 septembre, sont émis deux timbres de 90 XPF et de 130 XPF parfumés à l'ananas. Le fruit est présenté à l'aide de photographies en gros plan.
Les timbres de format 2,6 × 3,6 cm sont imprimés en offset en feuille de vingt-cinq unités.
Ce timbre est retiré de la vente le 23 février 2007.

## Octobre

### Monuments et sites polynésiens
Le 21 octobre, sont émis deux timbres de 500 XPF sur des monuments et sites de Polynésie.
Le timbre où la verdure est visible montre un marae sur l'île d'Huahine, dans les îles Sous-le-Vent. Ce lieu servait aux cultes religieux avant la christianisation des habitants. Le timbre en nuances de marron représente un tohua aux îles Marquises : une place publique entourée de gradins et servant lors des fêtes religieuses ou de la communauté.
Les illustrations sont des photographies de Jean-Claude Bosmel. Les timbres de 4,8 × 2,7 cm sont imprimés en offset, en feuille de 10 exemplaires.
Les deux timbres sont retirés de la vente le 23 février 2007.

## Novembre

### 20eanniversairede l'autonomie

Le drapeau de la Polynésie française.

Le 10 novembre, malgré un retrait du programme philatélique, est émis un timbre commémoratif de 60 XPF pour le vingtième anniversaire de l'autonomie de la Polynésie française. Initialement prévue le 26 juin 2004, l'émission est annulée. Cependant, la vente des exemplaires dédiés aux collectionneurs de métropole avait été entamée. Finalement, les timbres ont été mis en vente au Salon philatélique d'automne 2005 à Paris et au centre philatélique de Mahina. Le timbre est une mise en scène graphique du drapeau de la Polynésie française, sur fond bleu.
L'illustration est fournie par la présidence du pays d'outre-mer et le timbre imprimé en offset en feuille de vingt-cinq exemplaires.

### Paysages polynésiens
Le 10 novembre, est émis un timbre de 100 XPF sur un paysage historique polynésien. L'aquarelle de Georges Tobin, lieutenant à bord de La Providence du capitaine William Bligh, pendant le voyage de 1792. Elle représente la baie d'O'Parrey, à Tahiti. La peinture est gravée par Bailly pour illustrer un ouvrage publié à Londres en 1811.
La peinture de Tobin gravée par Bailly est issue de la collection de Christian Beslu. Le timbre de 3,6 × 2,6 cm est gravée par Yves Beaujard pour une impression en taille-douce. Les feuilles comprennent vingt-cinq timbres.
Le timbre est retiré de la vente le 23 février 2007.

## Décembre

### Joyeux Noël
Le 16 décembre est émis un timbre de Noël de 90 XPF. Le dessin d'enfant représente deux rennes prenant le soleil sur une île déserte. Une tortue portant un bonnet et des chaussures rouges et blanches pratique le surf. En bas à droite, est dessiné un « Joyeux Noël ».
Le timbre est dessiné par Vetea Le Gayic, 11 ans, alors collégien polynésien. De format 3,6 × 2,6 cm, il est imprimé en offset en feuille de vingt-cinq exemplaires.
Le timbre est retiré de la vente le 23 février 2007.

### Sources
- Les timbres de 2005 sur le site de l'OPT.
- La presse philatélique française, notamment les pages « Nouveautés » de Timbres magazine. Sont publiées des informations sur les nouvelles émissions, ainsi que les dates de retrait.
- Catalogue de cotations des timbres des DOM-TOM, édition Dallay, 2006-2007.